# 엄숙
엄숙(嚴璹, 1716년 ~ 1786)은 조선의 문신이다. 본관은 영월(寧越)이며, 우참찬 엄집(嚴緝)의 손자이다. 초명은 엄린(嚴璘). 자는 유문(孺文), 호는 오서(梧西)이다. 대사헌(大司憲), 형조판서(刑曹判書), 예조판서(禮曹判書) 등을 역임하였다. 시호는 숙헌(肅憲)이다.

## 생애
1753년(영조 29년) 생원시에 합격하고, 1757년 정시문과에 병과로 급제하였다. 
1768년(영조 44년) 대사간(大司諫)이 되고, 1771년 형조참판(刑曹參判)에 올랐다. 이어 대사헌(大司憲)이 되어 1775년에는 재해를 입은 한전(旱田)에 전세(田稅)를 감면할 것을 건의하였다.
1773년 동지부사(冬至副使)로서 청나라에서 외교적 성과를 거두고 귀국하여 『연행록(燕行錄)』를 간행하였다.
1783년(정조 7년) 한성부판윤(漢城府判尹)을 거쳐 형조판서(刑曹判書)에 올랐다. 1784년 예조판서(禮曹判書)가 되어 호피(虎皮)를 수여 받았다. 이어 강화부 유수를 지내고 1786년 다시 대사헌이 되었다. 늙어서 기로소(耆老所)에 들어갔다. 시호는 숙헌(肅憲)이다.

## 가족
- 증조부 : 엄성구(嚴聖耉)
  - 조부 : 엄집(嚴緝) - 예조판서 
    - 부 : 엄경수(嚴慶遂) - 수찬(修撰)

  - 외조부 : 임순원(任舜元) - 형조참의
    - 모 : 풍천 임씨(豊川任氏)
      - 아들 : 엄사면(嚴思勉)
      - 서자 : 엄사욱(嚴思勗)
      - 서자 : 엄사적(嚴思勣)